# Circus (Lenny Kravitz)
Circus är det fjärde studioalbumet av amerikanska rockmusikern Lenny Kravitz, utgivet 1995 av Virgin Records. Det nådde tionde plats på Billboard 200 och nummer 5 på den UK Albums Chart, vilket gjorde den till Kravitz första topp-10-album i USA och det andra i Storbritannien.

## Låtlista
1. "Rock and Roll Is Dead" (Kravitz) – 3:23
2. "Circus" (Gerry DeVeaux, Terry Britten) – 4:48
3. "Beyond the 7th Sky" (Craig Ross, Kravitz) – 4:54
4. "Tunnel Vision" (Kravitz) – 4:19
5. "Can't Get You Off My Mind" (Kravitz) – 4:34
6. "Magdalene" (Kravitz) – 3:48
7. "God Is Love" (Kravitz, Henry Hirsch) – 4:26
8. "Thin Ice" (Craig Ross, Kravitz) – 5:33
9. "Don't Go and Put a Bullet in Your Head" (Kravitz) – 4:22
10. "In My Life Today" (Craig Ross, Kravitz) – 6:29
11. "The Resurrection" (Craig Ross, Kravitz) – 4:28
12. "Another Life" [Japan bonus] – 3:59

## Medverkande
- Bas spelas av Henry Hirsch påspår 3 och av Tony Breit på spår 2
- Elgitarr spelas av Craig Ross på spår 2, 3, 5, 6, 7, 8 och 10.
- Elpiano spelas av Henry Hirsch på spår 11.
- Mastrad av Greg Calbi på Masterdisk.
- Mixad av David Domanich, Henry Hirsch och Lenny Kravitz
- Inspelad av Henry Hirsch på Waterfront Studios, NJ; Chateau Des Conde, Frankrike och Compass Point Studios, Bahamas.
- Art direction av Len Peltier.
- Konstverk av Len Peltier och Steve Gerdes.
- Fotografering av Ruven Afanador.